# Убити жокея
«Убити жокея» (ісп. El jockey) — комедійний трилер 2024 року режисера Луїса Ортеґи з Урсулою Корберо та Науелем Пересом Біскаяртом у головних ролях.
Прем'єра фільму відбулася на 81-му Венеційському міжнародному кінофестивалі, де він змагатиметься за «Золотого лева» та «Квір-лева».

## Сюжет
Жокеї Ебріл і Ремо змагаються за впливового мафіозі, на ім'я Сирена, аж поки Ремо випадково не вбиває цінного скакуна. Ебріл мусить знайти Ремо в Буенос-Айресі та привезти його в безпечне місце, доки Сирена не вистежила його.

## Акторський склад
- Науель Перес Біскаярт — Ремо[4]
- Урсула Корберо — Ебріл[4]
- Данієль Хіменес Качо — Сирена[4]
- Маріана Ді Ґіроламо[4]
- Данієль Фанеґо[4]
- Ролі Серрано[4]
- Осмар Нунес[4]
- Роберто Карнаґі[4]
- Луїс Зємбровський[4]
- Хорхе Прадо[4]
- Адріана Аґваїрр[4]

## Виробництво

### Випуск
У липні 2024 року «Убити жокея» було оголошено основною конкурсною програмою Венеційського міжнародного кінофестивалю. Фільм також буде показано в секції Centrepiece Міжнародного кінофестивалю в Торонто 2024 року та в секції Horizontes Latinos 72-го Міжнародного кінофестивалю в Сан-Себастьяні.
Права на латиноамериканську дистрибуцію «Убити жокея» були придбані компанією Star Distribution в серпні 2024 року. Дебют фільму в кінотеатрах Аргентини відбудеться 26 вересня 2024 року, а згодом він буде доступний для онлайн-трансляції в Латинській Америці на Disney+.

## Сприйняття
На сайті агрегатора рецензій Rotten Tomatoes 100% з 11 рецензій критиків є позитивними, із середньою оцінкою 6,7/10.
Леслі Фелперін з The Hollywood Reporter підкреслила, що фільм, який інакше називають «психологічним трилером-комедією-комедією-що завгодно на кінну тематику», «важкий за стилем, але легкий за характером».
Венді Іде з ScreenDaily назвала фільм «грайливою, мінливою, сумнівною подорожжю, яка відмовляється бути чітко визначеною».

## Нагороди

### Номінації
- «Золотий лев» — 81-й Венеційський міжнародний кінофестиваль[6][14]
- «Квір-лев» — 81-й Венеційський міжнародний кінофестиваль[7]
- Премія «Себастьян» — 71-й Міжнародний кінофестиваль у Сан-Себастьяні[15]
- Премія «Горизонти» — 71-й Міжнародний кінофестиваль у Сан-Себастьяні[16][17]